# Tadeusz Szurnicki
Tadeusz Szurnicki (ur. 1 października 1943 w Dylewie Nowym, część wsi Dylewo, zm. 11 marca 2012) – polski działacz partyjny i państwowy, ekonomista, w latach 1987–1990 wicewojewoda ostrołęcki.

## Życiorys
Syn Franciszka i Franciszki. Przez wiele lat mieszkał w rodzinnej wsi, grał jako kapitan w miejscowym zespole siatkarskim. Z zawodu ekonomista, absolwent Wyższej Szkoły Nauk Społecznych przy KC PZPR. Pracował m.in. w Ostrołęckiej Fabryce Celulozy i Papieru. W 1969 wstąpił do Polskiej Zjednoczonej Partii Robotniczej. Od 1979 do 1980 inspektor w Wydziale Organizacyjnym Komitetu Wojewódzkiego PZPR w Ostrołęce, w 1980 objął fotel I sekretarza Komitetu Zakładowego Zakładów Mięsnych w Ostrołęce. W latach 80. zastępca członka, a od 1986 członek tamtejszego Komitetu Wojewódzkiego PZPR, był w nim także kierownikiem wydziału. Od stycznia 1987 do czerwca 1990 pozostawał wicewojewodą ostrołęckim.